# Tanja Dimitrowa
Tanja Georgiewa Dimitrowa, po mężu Todorowa (bułg. Таня Георгиева Димитровa (Тодорова); ur. 15 marca 1957 w Perniku) – bułgarska siatkarka, medalistka olimpijska.
Uczestniczka turnieju siatkarskiego podczas igrzysk olimpijskich w Moskwie. Wraz z drużyną narodową zdobyła brązowy medal olimpijski, Dimitrowa wystąpiła w trzech spotkaniach.